# Knud Erik Ullerichs
Knud Erik Ullerichs (født 22. marts 1926, død 18. april 2010) var en dansk økonomidirektør og kommunalpolitiker, der var borgmester i Greve Kommune fra 1982 til 1989, valgt for Det Konservative Folkeparti.
Efter sit virke som borgmester var han medlem af Roskilde Amtsråd.
Hans søn, Per Ullerichs, har været kommunaldirektør i Rødovre Kommune og senere dirketør for velfærd i Gribskov Kommune.